# クラーネンブルク (オステ)
クラーネンブルク (ドイツ語: Kranenburg) は、ドイツ連邦共和国ニーダーザクセン州のシュターデ郡に属す町村（以下、本項では便宜上「町」と記述する）である。

## 地理

### 自治体の構成
この町はクラーネンブルク集落およびブロベルゲン集落からなり、ザムトゲマインデ・オルデンドルフ＝ヒンメルプフォルテンを構成する自治体の一つである。
両集落はともにオステ川右岸に位置するが、「ホランダー・ヘーフェン」とよばれる地区だけはオステ川の左岸にある。

### 町村合併
クラーネンブルクは、地域再編の一環として1972年7月1日に旧町村のクラーネンブルクとブロベルゲンが合併して成立した。

## 行政
行政上の主要な課題としては、クラーネンブルク、ブロベルゲン、オルデンドルフの中間に計画されている風力エネルギーパークの建設がある。

### 議会
この町の議会は9議席からなる。

### 町長
クラーネンブルクとブロベルゲンが合併して以後の町長は以下の通り。
- 1972年 - 1984年: ハインリヒ・シュルツェ
- 1984年 - : ホルスト・ヴァルトナー

### 紋章
この町の紋章は、1983年6月2日に郡の認可を得た。
図柄: 左右二分割。向かって左はさらに上下に分割。左上は銀地に3つの青い三角図形。左下は胸壁型の分割線で赤と銀に左右二分割。向かって右は緑地で、斜めに銀の波帯が描かれている。
12世紀にこの地を治めたが、現在は断絶した貴族家ブロベルゲン家と、現在はヘヒトハウゼンに暮らす貴族家マルシャルク家の紋章が、この新しい紋章の原型となった。現在の紋章の向かって左下がブロベルゲン家、左上がマルシャルク家の紋章に由来する部分である。向かって右の緑地は、この町がオステ川の湿地帯に位置することを示す。波帯は、かつての両貴族家の本拠地が、現在のクラーネンブルク/ブロベルゲンにあたるオステ川の両岸にあったことを示している。

## 引用
1. ↑  Landesamt für Statistik Niedersachsen, LSN-Online Regionaldatenbank, Tabelle A100001G: Fortschreibung des Bevölkerungsstandes, Stand 31. Dezember 2023
2. ↑  Wappenangaben auf der Internetseite der Samtgemeinde